# Sân vận động Exploria
Sân vận động Exploria (tiếng Anh: Exploria Stadium) là một sân vận động dành riêng cho bóng đá ở trung tâm thành phố Orlando, Florida. Đây là sân nhà của Orlando City SC, đội bóng đã tham gia Major League Soccer (MLS) dưới dạng nhượng quyền thương mại mở rộng vào năm 2015, và câu lạc bộ liên kết National Women's Soccer League (NWSL) của họ, Orlando Pride. Sân vận động đã được hoàn thành kịp thời cho trận mở màn mùa giải 2017 trên sân nhà của Orlando City vào ngày 5 tháng 3 và sân trở thành địa điểm đầu tiên là sân nhà của các đội MLS, NWSL và USL ở cùng một địa điểm vào năm đó. Ban đầu được gọi là Sân vận động Thành phố Orlando, vào ngày 4 tháng 6 năm 2019, có thông báo rằng Exploria Resorts (một tổ chức chia sẻ thời gian) đã mua được quyền đặt tên cho sân vận động.
Cũng như các trận đấu trên sân nhà của Orlando City, Orlando Pride, sân vận động cũng được sử dụng làm địa điểm sân nhà cho cả đội tuyển quốc gia nam và nữ của Hoa Kỳ, các trận chung kết của cả NWSL Championship và NCAA Women's College Cup, nhiều trận đấu ở Cúp Florida, MLS Combine vào năm 2018 và 2019, và Trận đấu toàn sao MLS 2019. Đối với các sự kiện không phải bóng đá, sân vận động đã tổ chức Cure Bowl 2019, một trận đấu bowl trong bóng bầu dục đại học.
Sân vận động nằm dọc theo Đường West Church trong khu phố Parramore ở phía tây Trung tâm thành phố Orlando.

## Hình ảnh

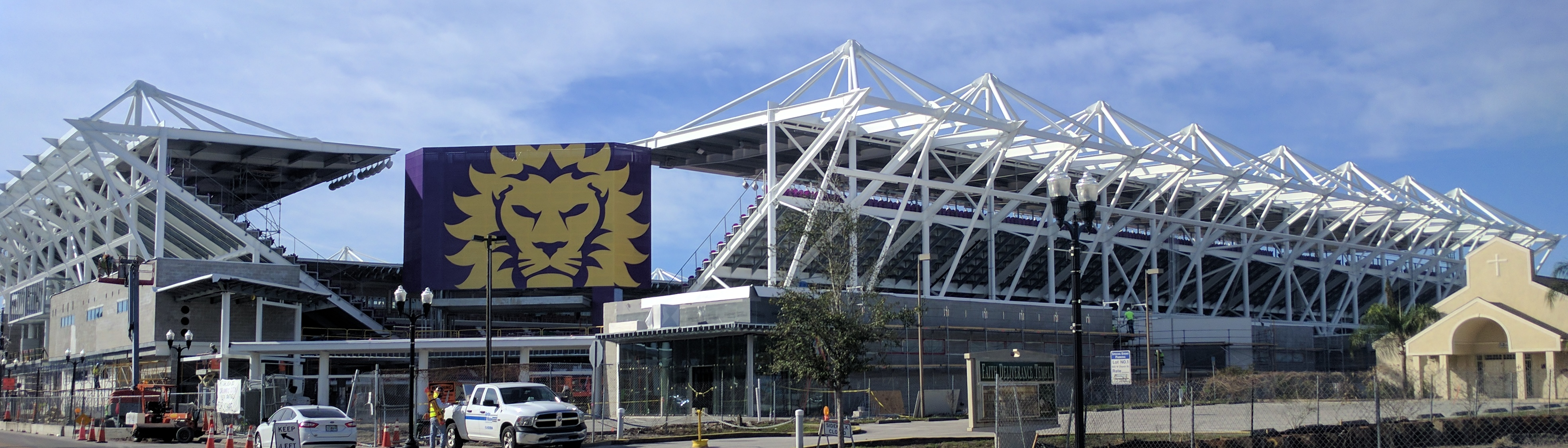
Sân vận động Exploria

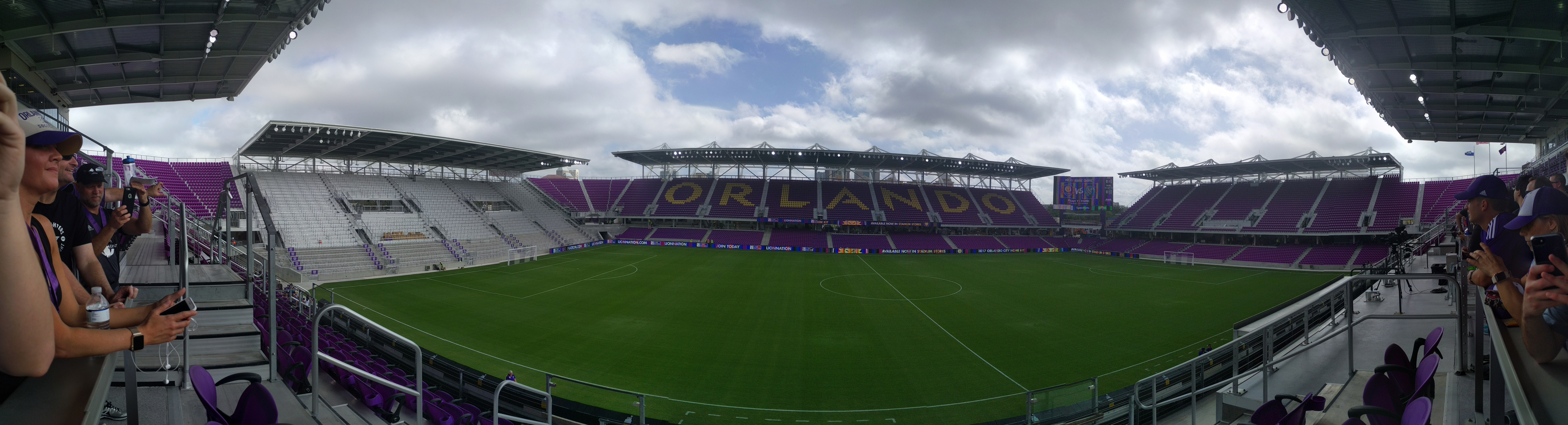
Toàn cảnh Sân vận động Exploria

Trận đấu vào ban đêm tại Sân vận động Exploria